# ستيفان غريتشنغ
ستيفان غريتشنغ (بالفرنسية: Stéphane Grichting)‏، من مواليد 30 مارس 1979 في سيير في سويسرا، لاعب كرة قدم سويسري. يلعب مع نادي أوكسير الفرنسي منذ عام 2002. بدأ باللعب مع منتخب سويسرا لكرة القدم في عام 2004.

## مسيرته الكروية
لعب ستيفان غريتشنغ خلال مسيرته الاحترافية مع 3 أندية في تسعة عشر موسمًا وسجل خلالها 6 أهداف ضمن 470 مباراة. حيث فاز في أربعة مواسم بالكأس وفي موسم واحد بالدوري.
خاض ستيفان غريتشنغ مسيرته مع نادي سيون في موسم 1996–97 ليلعب معه ستة مواسم، مشاركًا في 124 مباراة سجل خلالها 5 أهداف. ثم انتقل إلى نادي أوكسير في موسم 2002–03 ليلعب معه عشرة مواسم، حيث شارك في 253 مباراة سجل خلالها هدفًا واحدًا. لينتقل بعدها إلى نادي غراسهوبر زيوريخ في موسم 2012–13 واستمر معه طيلة ثلاثة مواسم، مشاركًا في 93 مباراة ولم يسجل أي هدف.

## روابط خارجية
- ستيفان غريتشنغ على موقع الاتحاد الدولي (مؤرشف)  (الإنجليزية)
- ستيفان غريتشنغ على موقع الاتحاد الأوربي (الإنجليزية)
- ستيفان غريتشنغ على موقع رابطة كرة القدم الفرنسية للمحترفين (الإنجليزية)
- ستيفان غريتشنغ على موقع إي إس بي إن إف سي (الإنجليزية)
- ستيفان غريتشنغ على موقع قاعدة بيانات كرة القدم.إي يو (الإنجليزية)
- ستيفان غريتشنغ على موقع ليكيب (الفرنسية)
- ستيفان غريتشنغ على موقع ناشيونال فوتبول تيمز (الإنجليزية)
- ستيفان غريتشنغ على موقع Soccerway.com (الإنجليزية)
- ستيفان غريتشنغ على موقع عالم كرة القدم.نت (الإنجليزية)